# DAV Kletter- und Boulderzentrum München-Süd

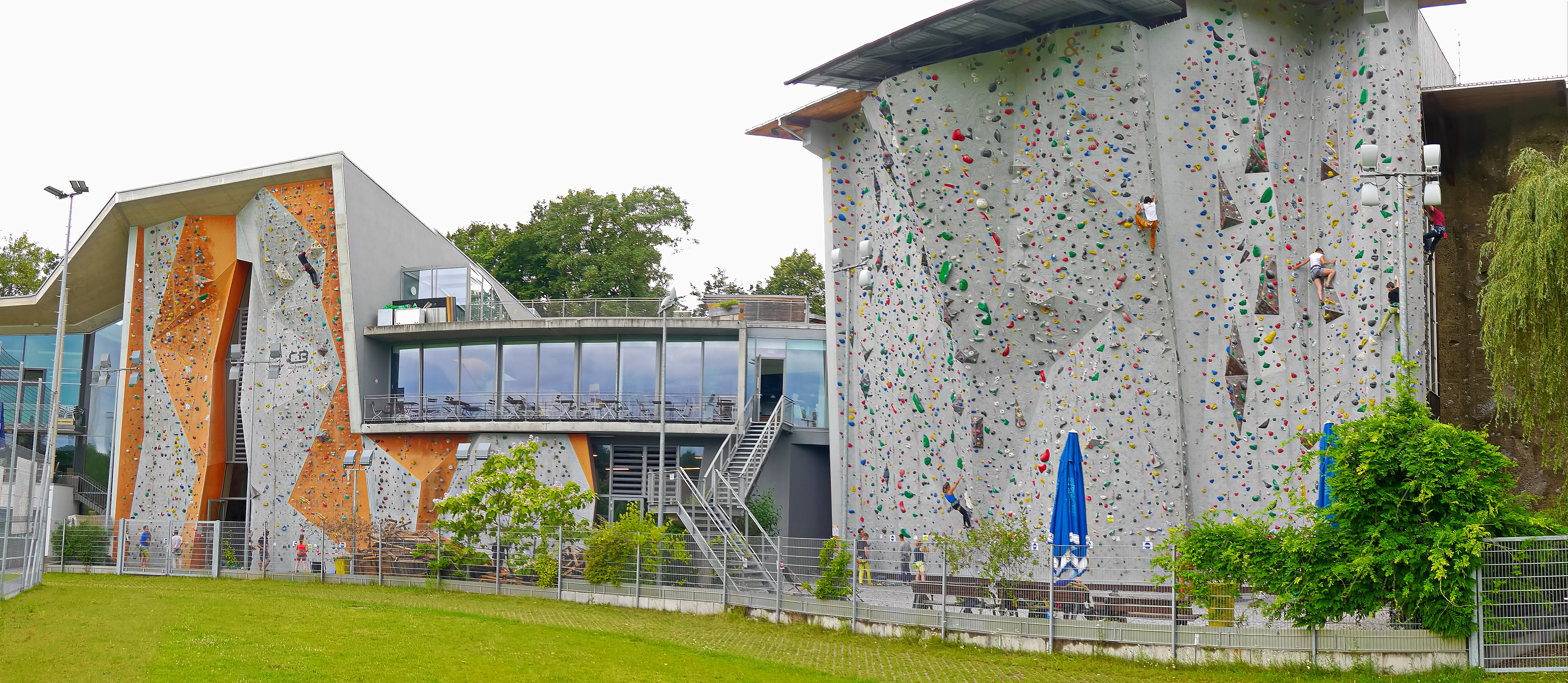
Außenanlagen der alten (rechts) und neuen (links) Kletterhalle von der östlich gelegenen Bezirkssportanlage aus gesehen

Das DAV Kletter- und Boulderzentrum München-Süd (umgangssprachlich meist Kletterhalle Thalkirchen) ist eine künstliche Kletteranlage mit zwei Kletter- und Boulderhallen und mehreren Außenanlagen im Münchner Stadtbezirk Sendling. Es war nach seiner Erweiterung Anfang 2011 zwischenzeitlich mit rund 7.880 m² Kletter- und Boulderflächen die weltweit größte Anlage dieser Art und ist nach dem erneuten Umbau 2024 mit rund 7.000 m² immer noch die größte Anlage in Europa, die Boulder-, Kletter, Familien- und Trainingsbereiche kombiniert. Betreiber des Zentrums ist mit dem DAV-Kletter- und Boulderzentren München e. V. ein Verbund aus insgesamt 21 bayerischen Sektionen des Deutschen Alpenvereins.

## Lage und Verkehrsanbindung
Das Kletterzentrum liegt an der Thalkirchner Straße auf dem Gelände der gleichnamigen Bezirkssportanlage. Es ist mit dem öffentlichen Nahverkehr über die nahegelegenen U-Bahn-Stationen Brüdermühlstraße oder Thalkirchen mit der U-Bahn-Linie U3 erreichbar.

## Geschichte

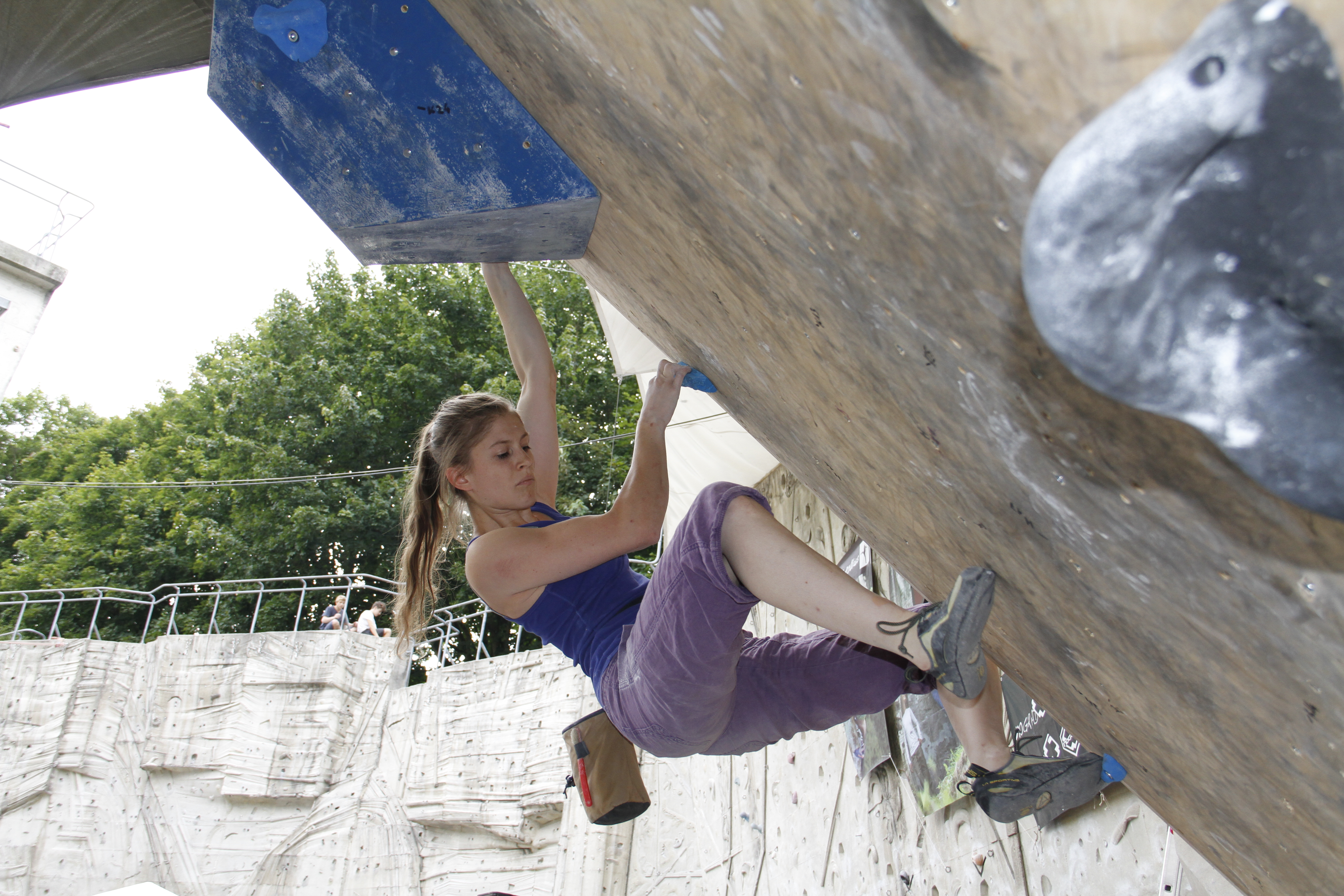
Finalistin in der früheren (2023 geschlossenen) Außen-Boulderanlage „Der Schrein“ beim Boulder Contest 2012

Ursprünglich war das heutige Kletterzentrum Teil der städtischen Bezirkssportanlage Thalkirchen. Die Kletterübungsanlage wurde 1988 dem Deutschen Alpenverein zur Nutzung überlassen, der daraufhin 1989 am ca. 6 Meter hohen Westhang der Anlage von Dyckerhoff & Widmann mit einer 1.600 m² großen Stahlbeton-Freianlage die erste große künstliche Kletteranlage auf dem Gelände errichten ließ. Die Baukosten in Höhe von 1.026.000 DM für das nach dem Planungsleiter Georg Gruber benannte „Grubergebirg“ wurden aus Zuschüssen der Stadt München und des Staatsministeriums für Umwelt, aus Spenden sowie aus Eigenmitteln der DAV-Sektionen finanziert, die eigens dazu den Trägerverein „Kletteranlage München Thalkirchen e. V.“ (KMT) gründeten.
Die Anlage wurde gut angenommen und erreichte bei geeignetem Wetter bald ihre Kapazitätsgrenze. Um die Kapazitäten zu erweitern und Trainingsmöglichkeiten auch im Winter und bei schlechtem Wetter bieten zu können, wurde die Anlage erstmals 1999 um eine Kletterhalle mit 18 m hohen Wänden erweitert. 2001 wurden auch die Außenwände der neuen Halle mit Kletterplatten bestückt und eine Flutlichtanlage ergänzt.
2011 folgte eine erneute Erweiterung durch eine zweite Halle mit weiteren Outdoor- und Indoor-Kletterbereichen auf insgesamt 1580 m² Bruttogeschossfläche.

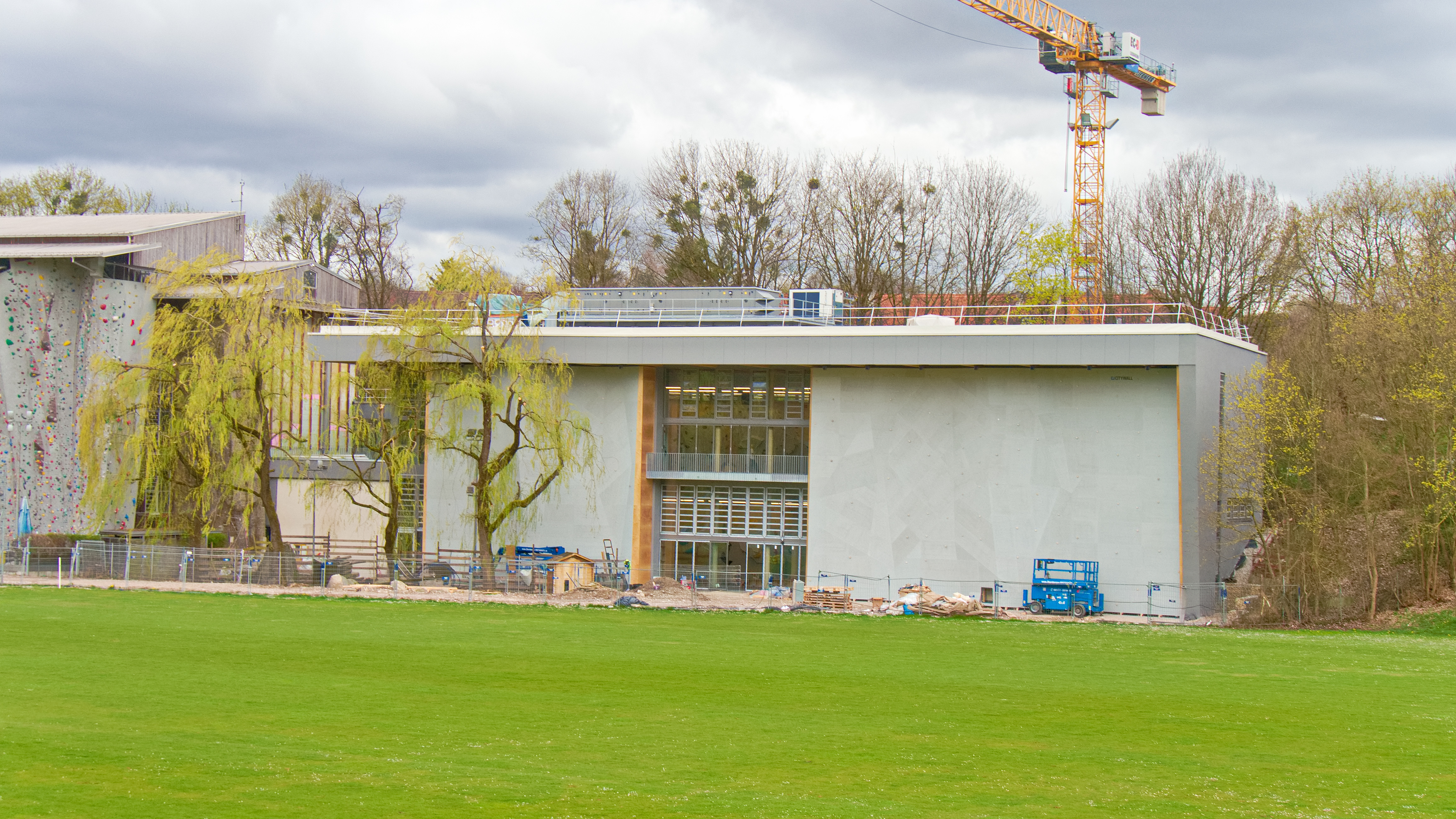
Die neue zweistöckige Boulderhalle am Standort der alten Außen-Boulderanlage kurz nach ihrer Eröffnung im März 2024

Ein weiterer geplanter Ausbau um eine dritte Halle auf dem Gelände der heutigen nördlich gelegenen Kletter- und Boulder-Außenanlage wurde seit 2018 kontrovers diskutiert. Im Frühjahr 2022 begannen schließlich die Arbeiten. Im März 2024 wurde die neue zweistöckige Boulderhalle mit 1.200 m² Indoor-Boulderfläche und zunächst noch ohne Outdoor-Flächen eröffnet.
|                   | Indoor    | Outdoor   | Gesamt    |
| ----------------- | --------- | --------- | --------- |
| Kletterfläche     | 3.750 m²  | 2.790 m²  | 6.540 m²  |
| Boulderfläche     | .0740 m²  | .0450 m²  | 1.190 m²  |
| Wandhöhe max.     | .0018 m   | .0016 m   | .0018 m   |
| Kletterlänge max. | .0025 m   | .0022 m   | .0025 m   |
| Sicherungslinien  | .0150 St. | .0130 St. | .0280 St. |
| Routen            | .0270 St. | .0285 St. | .0555 St. |

## Betreiber
Das Kletterzentrum München-Süd bildet zusammen mit drei weiteren Kletterzentren in München-Freimann (KB München-Nord), Gilching (KB München-West) und Bad Tölz (KB Oberbayern Süd) einen Verbund, welcher gemeinsam durch den DAV-Kletter- und Boulderzentren München e. V. betrieben wird. Mit dem operativen Betrieb ist die Fa. Orgasport GmbH beauftragt. Der Verein setzt sich aus 21 bayerischen DAV-Sektionen zusammen, deren Mitglieder Vergünstigungen in den Kletterzentren erhalten:
- Akademische Sektion München
- Sektion Alpenland
- Sektion Alpiner Ski-Club München
- Sektion Alpinistenclub
- Sektion Bayerland
- Sektion Bergbund München
- Sektion Bergfreunde München
- Sektion Bergfried
- Sektion Bergland
- Sektion Bodenschneid
- Sektion Edelweiß München
- Sektion GOC
- Sektion Hochland
- Sektion Isartal
- Sektion Kampenwand
- Sektion Königsberg/Pr.
- Sektion Männer-Turnverein München
- Sektion München
- Sektion Oberland
- Sektion Turner-Alpen-Kränzchen
- Sektion Universitätssportclub München